# V393 Андромеды
V393 Андромеды (лат. V393 Andromedae) — тройная звезда в созвездии Андромеды на расстоянии (вычисленном из значения параллакса) приблизительно 1264 световых лет (около 388 парсеков) от Солнца.

## Характеристики
Первый компонент (TYC 3646-869-1) — пульсирующая медленная неправильная переменная звезда (LB:). Видимая звёздная величина звезды — от +10,38m до +10,31m. Масса — около 1,767 солнечной, радиус — около 5,781 солнечных.
Второй компонент — красный карлик спектрального класса M. Масса — около 111,52 юпитерианских (0,1065 солнечной). Удалён на 1,808 а.е..
Третий компонент (TYC 3646-869-2). Видимая звёздная величина звезды — +11,55m. Удалён на 0,6 угловой секунды.